# Kardinalnost
Kardinalnost (tudi moč množice ali števnost množice) množice je merilo za merjenje števila elementov v množici oziroma za velikost množice. Kardinalnost se izraža s  kardinalnim številom. 
K določanju kardinalnosti pristopamo na dva načina. Prvi način je s primerjanjem dveh množic z uporabo bijektivnosti in injektivnosti, drugi način pa je z uporabo kardinalnih števil.
Kardinalnost množice {\displaystyle A\,} se običajno označuje z {\displaystyle |A|\,}, kar je tudi oznaka za absolutno vrednost, in je zaradi tega oznaka neprimerna. Razen te oznake se uporablja še {\displaystyle {\overline {\overline {A}}}\,} in # A.

## Primerjava množic
- {\displaystyle |A|=|B|\,}. V tem primeru imata množici enako kardinalnost, če obstaja bijektivna preslikava (to pomeni injektivna in surjektivna funkcija iz {\displaystyle A\,} v {\displaystyle B\,}).

Zgled: množica {\displaystyle E={0,2,4,6,\dots }\,} nenegativnih sodih števil ima isto kardinalnost kot množica {\displaystyle N={0,1,2,3,\dots }\,} naravnih števil, ker je funkcija {\displaystyle f(n)=2n\,} bijektivna preslikava iz {\displaystyle N\,} v {\displaystyle E\,}.
- {\displaystyle |A|\geq |B|\,}. V tem primeru ima množica {\displaystyle A\,} večjo ali enako kardinalnost kot {\displaystyle B\,}, če obstaja injektivna funkcija za preslikavo iz {\displaystyle B\,} v {\displaystyle A\,}.
- {\displaystyle |A|>|B|\,}. V tem primeru je kardinalnost množice {\displaystyle A\,} večja od kardinalnosti množice {\displaystyle B\,}. To se zgodi, če obstaja injektivna, ne pa tudi bijektivna funkcija za preslikavo

iz množice {\displaystyle B\,} v množico {\displaystyle A\,}.

## Kardinalno število
Kadar imajo množice enako kardinalnost (moč množice), rečemo, da so ekvipolentne (tudi ekvipotentne). To je ekvivalenčna relacija nad razredom vseh množic.
Kardinalnosti neskončnih množic označujemo z
{\displaystyle \aleph _{0}<\aleph _{1}<\aleph _{2}<\ldots .}
Za vsako ordinalno število {\displaystyle \alpha \,}  je {\displaystyle \aleph _{\alpha +1}\,}
najmanjše kardinalno število večje od {\displaystyle \aleph _{\alpha }\,} (oznaka {\displaystyle \aleph \,} je hebrejska črka alef).
Kardinalnost množice naravnih števil se označuje z {\displaystyle \aleph _{0}\,}, (beri alef nič), kardinalnost realnih števil pa se označuje s {\displaystyle {\mathfrak {c}}\,} in se obravnava kot kardinalnost kontinuuma. Lahko se dokaže, da velja {\displaystyle c=2^{\aleph _{0}}\,}, kar velja tudi za kardinalnost vseh podmnožic naravnih števil. Domneva zveznosti pravi, da je {\displaystyle \aleph _{1}=2^{\aleph _{0}}\,}. To pa pomeni,da je {\displaystyle 2^{\aleph _{0}}\,} najmanjše kardinalno število večje od {\displaystyle {\aleph _{0}}\,}. To pa tudi pomeni, da ne obstoja množica, ki bi imela kardinalnost med celimi in realnimi števili.

## Kardinalnost kontinuuma
Kardinalnost kontinuuma se označuje s {\displaystyle {\mathfrak {c}}}. Cantor je ugotovil, da je kardinalnost kontinuuma večja od kardinalnosti naravnih števil (oznaka {\displaystyle \aleph _{0}\,}). To pomeni, da je realnih števil več kot je naravnih števil. 
{\displaystyle {\mathfrak {c}}=2^{\aleph _{0}}>{\aleph _{0}}}.
Domneva kontinuuma trdi, da ni kardinalnih števil med kardinalnostjo realnih in naravnih števil. To zapišemo na naslednji način:
{\displaystyle {\mathfrak {c}}=\aleph _{1}=\beth _{1}\!\,,}
kjer je:
- {\displaystyle \aleph _{0}\,} kardinalnost naravnih števil (alef nič)
- {\displaystyle \beth \,} število bet